# Stara Synagoga w Bambergu
Stara Synagoga w Bambergu – czwarta z kolei synagoga znajdująca się w Bambergu, w Niemczech przy Generalsgassse 15.
Synagoga została zbudowana w 1853 roku, zaraz obok poprzedniej synagogi. Po upływie pół wieku budynek okazał się zbyt mały. W 1910 roku po otwarciu nowej, synagoga została zamknięta.
Synagoga, jak i pobliskie zabudowania zostały zburzone w latach 80. XX wieku.